# سكابانورينخوس
سكابانورينخوس (الاسم العلمي: Scapanorhynchus) هو جنسٌ منقرضٌ من القروش، كان قد عاش في العصر الطباشيري المُبكر وربما عاش حتى العصر الميوسيني إذا كان ميتسوكوريند وليس قرشًا رمليًا. أدى تشابهها الشديد مع القرش العِفريت الحي (ميتسوكورينا أوستوني) إلى قيام بعض الخبراء بإعادة النظر في إعادة تصنيفها على أنها سكابانورينخوس أوستوني. ولكن على الرغم من هذا، إلا أنَّ مُعظم المتخصصين في أسماك القرش يعتبرون أنَّ القرش العِفريت مميزٌ كفايةً عن البقية ضمن عصور ما قبل التاريخ، وبالتالي يستحقُ وضعه في جنسٍ منفصل.
يمتلك سكابانورينخوس خطمًا طويلًا مسطحًا مع أسنانٍ حادةٍ تُشبه المخرز لتساعده على الإمساك بفريسته أو تمزيقها قطعًا. يُعتبر من القروش الصغيرة حيثُ يبلغ طولها عادةً حوالي 65 سم، ولكن أكبر أنواعه (S. texanus) يُعتقد أنها وصلت إلى 3 متر (10 قدم)، أي تشبه حجم القرش العِفريت الحديث. أكبرُ سنٍ موثقٍ لهذا الجنس كان سنًا أماميًا من (S. texanus) والتي قد تصل إلى طول 7 سم.

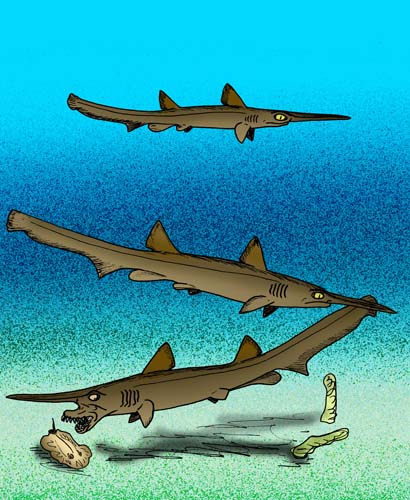
إعادة تمثيل (S. raphiodon)